# Tom Riley
Tom Riley, född 5 april 1981 i Maidstone, Kent, är en brittisk skådespelare. Han är mest känd för sin roll som Leonardo da Vinci i Da Vinci's Demons.

## Biografi
Tom Riley föddes och växte upp i Maidstone, Kent, son till en besiktningsman och en lågstadielärare. Han beslutade vid fem års ålder att han ville bli skådespelare.
Riley studerade engelsk litteratur och drama vid University of Birmingham. Han startade sedan en teatergrupp med ett par vänner; pjäserna skrevs och var regisserade av honom. Efter detta avslutade han studierna och började på en dramaskola.
Han är sedan 2 september 2017 gift med Lizzy Caplan.

## Filmografi i urval

### Film
| År   | Titel                              | Roll             | Anmärkning |
| ---- | ---------------------------------- | ---------------- | ---------- |
| 2006 | A Few Days in September            | David            |            |
| 2006 | Casualty 1906                      | Dr. James Walton | TV-film    |
| 2007 | I Want Candy                       | Joe Clarke       |            |
| 2007 | Marple: Ordeal by Innocence        | Bobby Argyle     | TV-film    |
| 2007 | Return to House on Haunted Hill    | Paul             |            |
| 2008 | Close                              | Rob              | Kortfilm   |
| 2009 | No Heroics                         | Nigel/Brainstorm | TV-film    |
| 2009 | Curiosity                          | Mike             | Kortfilm   |
| 2009 | Happy Ever Afters                  | Freddie Butler   |            |
| 2009 | Kick Ass Girls 2 - St. Trinian's 2 | Romeo            |            |
| 2012 | Chemistry                          | Eric             | Kortfilm   |
| 2014 | Kill Your Friends                  | Parker-Hall      |            |
| 2016 | Starfish                           | Tom Ray          |            |
| 2023 | The Caine Mutiny Court-Martial     | Keith            |            |

### TV
| År        | Titel                    | Roll              | Anmärkning                                                |
| --------- | ------------------------ | ----------------- | --------------------------------------------------------- |
| 2007–2008 | Freezing                 | Dave Beethoven    |                                                           |
| 2008      | Kommissarie Lewis        | Philip Horton     | 1 avsnitt                                                 |
| 2008      | Casualty 1907            | Dr. James Walton  | 2 avsnitt                                                 |
| 2008      | Agatha Christie's Poirot | Raymond Boynton   | 1 avsnitt                                                 |
| 2008      | Lost in Austen           | Mr. Wickham       | Miniserie                                                 |
| 2010      | Bouquet of Barbed Wire   | Gavin Sorensen    |                                                           |
| 2011      | Bedlam                   | Rob               | 1 avsnitt                                                 |
| 2011–2012 | Monroe                   | Lawrence Shepherd | 6 avsnitt                                                 |
| 2012      | Twenty Twelve            | Christian Jebb    | 1 avsnitt                                                 |
| 2013–2015 | Da Vinci's Demons        | Leonardo da Vinci | Nominerad – Emmy för Bästa manliga huvudroll i dramaserie |
| 2014      | Doctor Who               | Robin Hood        | Avsnittet: "Robot of Sherwood"                            |

### Scenframträdanden
| År   | Titel                      | Roll             | Anmärkning |
| ---- | -------------------------- | ---------------- | ---------- |
| 2005 | The Woman Before           | Andi             |            |
| 2008 | The Vertical Hour          | Philip           |            |
| 2008 | Paradise Regained          | Tom              |            |
| 2009 | A House Not Meant to Stand | Charlie McCorkle |            |
| 2010 | Hurts Given and Received   | Bach             |            |
| 2011 | Arcadia                    | Septimus Hodge   |            |
| 2011 | My City                    | Richard Kenton   |            |